# Нагорода Плюс-Мінус
Нагорода НХЛ «Плюс-мінус» (англ. NHL Plus-Minus Award) — нагорода, яка щорічно вручалась Національною хокейною лігою (НХЛ) хокеїсту, який зіграв щонайменше 60 ігор і лідирував в лізі за статистикою «плюс-мінус». Нагороду спонсорував комерційний бізнес, і вона була відома під п'ятьма різними назвами. Першим володарем нагороди у сезоні 1982–1983, став Вейн Грецкі. Він отримав нагороду найбільше разів — три. Вейн також очолював список ліги за показником «Плюс-мінус» до заснування нагороди (див. НХЛ у сезоні 1981—1982). До заснування нагороди, за показником «Плюс-мінус» у НХЛ лідирував Боббі Орр. Він шість разів за кар'єру мав найкращий показник «Плюс-мінус».